# Sericus brunneus
Sericus brunneus là một loài bọ cánh cứng trong họ Elateridae. Loài này được Linnaeus miêu tả khoa học năm 1759.

## Hình ảnh

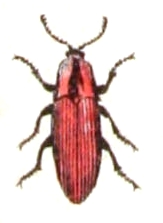
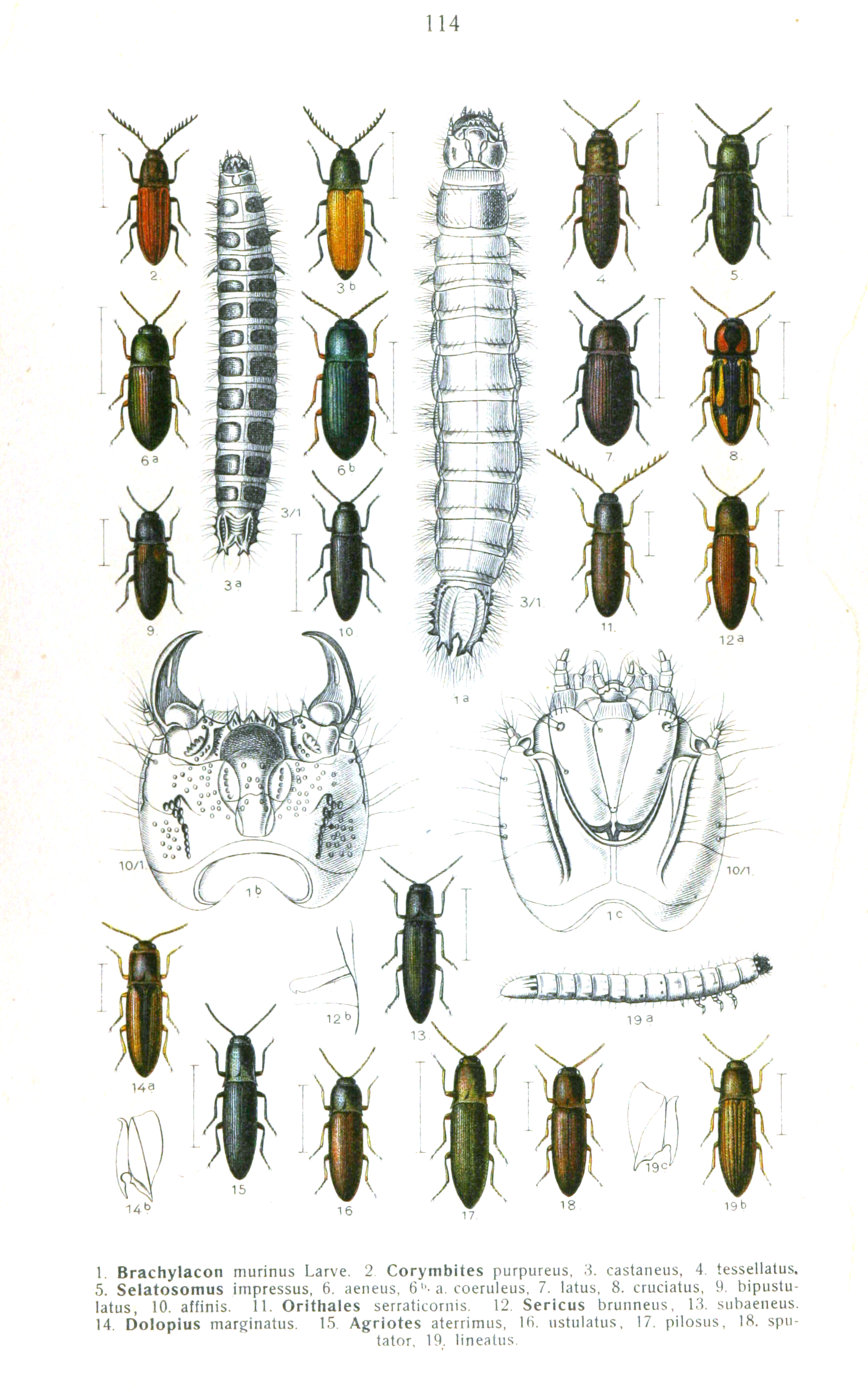